# Алтунизаде
Алтунизаде (на турски: Altunizade) е квартал в район Юскюдар в Истанбул, Турция. Намира се в азиатската част на града.
Местоположението носи името си от Алтунизаде Исмаил Зюхтю паша (1806–1887), богат държавен служител в Османската империя, който основава селището в най-крайната област на анадолската част на Истанбул през 19 век. „Алтунизаде“ означава търговец на злато на османотурски език.

## Образование
Следните университети поддържат кампуси в Aлтунизаде: Istanbul 29 Mayıs University, Istanbul Şehir University, Istanbul Medeniyet University, Istanbul Sabahattin Zaim University, и Üsküdar University.

## Интересни места
Забележителности в квартала са Алтунизаде джамия, търговски център Капитол и болница Aлтунизаде Aджъбадем.

## Транспорт
Магистрала O-1 минава североизточно от квартала, свързвайки Босфорския мост с Kaдъкьой. Редица градски автобусни линии на İETT и автобусна бърза транзитна линия Metrobus обслужват Aлтунизаде. Също така метролиния M-5 работи в Алтунизаде.